# Tanja Eichner
Tanja Eichner (* 28. Februar 1974 in Wertheim) ist eine deutsche politische Beamtin (CDU). Seit Mai 2022 ist sie Staatssekretärin im Hessischen Ministerium der Justiz.

## Leben
Eichner legte 1993 das Abitur am Gymnasium Theresianum in Mainz ab. Von 1993 bis 1999 studierte sie Rechtswissenschaft an der Johannes Gutenberg-Universität Mainz und schloss dieses Studium mit dem ersten juristischen Staatsexamen ab. Während dieses Studiums absolvierte sie Auslandsaufenthalte in Lausanne und Genf. Von 1999 bis 2001 absolvierte sie ihr Rechtsreferendariat am Landgericht Landau in der Pfalz. Sie schloss mit dem zweiten juristischen Staatsexamen ab. 2002 erhielt sie ihre Anwaltszulassung. Von 2002 bis 2003 absolvierte sie den Ausbildungsgang für Nachwuchskräfte der Geschäftsführungen von Arbeitgeberverbänden bei der Bundesvereinigung der Deutschen Arbeitgeberverbände. Von 2003 bis 2004 war sie als Rechtsanwältin bei einem Arbeitgeberverband tätig. Von 2004 bis 2009 war sie Richterin beim Arbeitsgericht Darmstadt und am Arbeitsgericht Frankfurt am Main. Von 2007 bis 2009 war sie an das Hessische Innenministerium in den Arbeitsstab Tarifpolitik abgeordnet. Von 2009 bis 2022 war sie als Leiterin des Arbeitsstabs Tarifpolitik, als Leiterin des Referats Tarifpolitik, als Leiterin des Referats Arbeits- und Tarifrecht, Tarifpolitik sowie ab 2018 als stellvertretende Abteilungsleiterin im Hessischen Innenministerium tätig.
Seit dem 31. Mai 2022 ist Eichner als Nachfolgerin von Thomas Metz Staatssekretärin im Hessischen Ministerium der Justiz.
Eichner ist römisch-katholisch, verheiratet und hat ein Kind. Sie wohnt in Wiesbaden.

## Ehrenamt
Eichner war von 2016 bis 2022 ehrenamtliche Richterin beim Hessischen Landesarbeitsgericht und von 2018 bis 2022 Mitglied des Ausschusses der ehrenamtlichen Richter beim Hessischen Landesarbeitsgericht. Von 2016 bis 2018 war sie stellvertretende Kreisvorsitzende der CDU Darmstadt. Seit 2022 ist sie Beisitzerin im Bezirksvorstand der CDU Westhessen.